# Peter Martin Foster

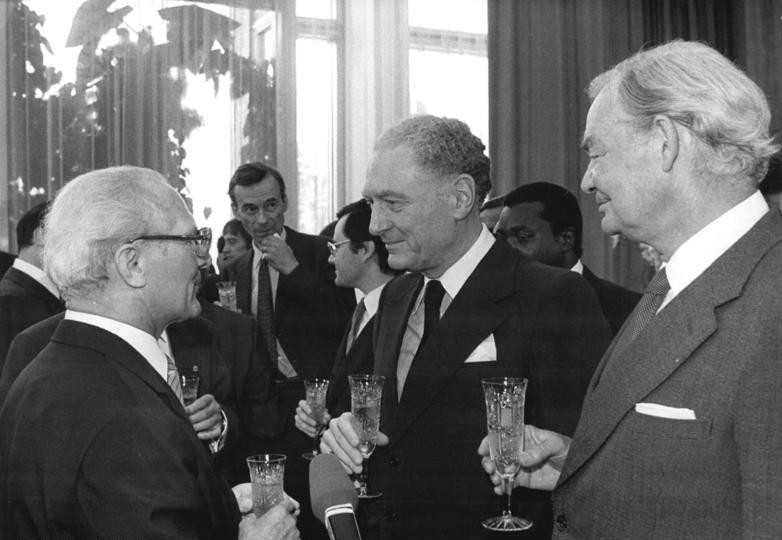
Peter Martin Foster (rechts) mit dem US-Botschafter in der DDR Herbert S. Okun (Mitte) bei einem Empfang mit Erich Honecker anlässlich von dessen Wiederwahl zum Vorsitzenden des Staatsrats der DDR (1981)

Peter Martin Foster, CMG (* 24. Mai 1924; † 2004) war ein britischer Diplomat, der zwischen 1974 und 1978 Ständiger Vertreter beim Europarat sowie von 1978 bis 1981 Botschafter in der Deutschen Demokratischen Republik war.

## Leben
Peter Martin Foster, Sohn von Frederick Arthur Pearce Foster, einem Kapitän zur See der Royal Navy und Marjorie Kathleen Sandford, fand nach seinem Eintritt in den diplomatischen Dienst Verwendungen an zahlreichen Auslandsvertretungen sowie im Außenministerium (Foreign Office). Er fungierte zwischen 1966 und 1968 als stellvertretender Hochkommissar in Uganda sowie im Anschluss von 1969 bis 1972 Botschaftsrat und Kanzler an der Botschaft in Israel. Nach seiner Rückkehr wechselte er ins Ministerium für Auswärtige und Commonwealth-Angelegenheiten (Foreign and Commonwealth Office) und war dort zwischen 1972 und 1974 Leiter des Referats Zentral- und Südafrika.
Anschließend war Foster von 1974 bis 1978 Ständiger Vertreter beim Europarat 1975 wurde er für seine Verdienste Companion des Order of St Michael and St George (CMG). Zuletzt löste er 1978 Percy Cradock als Botschafter in der Deutschen Demokratischen Republik ab und verblieb auf seinem Posten bis 1981, woraufhin Peter Maxey seine dortige Nachfolge antrat.
Aus seiner 1947 geschlossenen Ehe mit Angela Hope Cross ging ein Sohn hervor.